# 포도당-알라닌 회로

포도당-알라닌 회로와 코리 회로

포도당-알라닌 회로(영어: glucose-alanine cycle)는 근육의 아미노기와 탄소 간에 전달되는 일련의 반응 과정이다. 알라닌 회로(영어: alanine cycle), 카힐 회로(영어: Cahill cycle)라고도 한다. 골격근과 간 사이의 영양소 순환에서 코리 회로와 매우 유사하다. 근육이 에너지 요구를 위해 아미노산을 분해할 때 생성된 질소는 알라닌을 형성하기 위해 피루브산으로 아미노기가 이동한다. 이것은 L-글루탐산과 피루브산을 α-케토글루타르산과 L-알라닌으로 전환시키는 효소인 알라닌 아미노기전이효소(ALT)에 의해 수행된다. 생성된 L-알라닌은 질소가 요소 회로로 들어가고 피루브산이 포도당을 만드는 데 사용되는 간으로 이동한다.
포도당-알라닌 회로는 젖산을 사용하는 코리 회로보다 덜 생산적이다. 알라닌에서 에너지 생산의 부산물이 요소의 생산이기 때문이다. 요소 제거는 에너지 의존적이며 4개의 고에너지 인산 결합(2개의 아데노신 이인산으로 가수분해 된 3개의 아데노신 삼인산 및 1개의 아데노신 일인산)이 필요하므로 생산된 순 ATP는 코리 회로에서 발견되는 것보다 적다. 그러나 코리 회로와 달리 젖산이 형성되지 않기 때문에 니코틴아마이드 아데닌 다이뉴클레오타이드가 보존된다. 이것은 전자전달계를 통해 산화되는 것을 허용한다.

## 반응
골격근은 아미노산의 분해에서 생성된 암모늄 이온을 안전하게 처리하기 위해 요소 회로를 이용할 수 없기 때문에 다른 방법으로 제거해야 한다. 이를 위해 암모늄은 세포에서 아미노기 전이 반응을 통해 유리 α-케토글루르산과 결합되어 글루탐산와 α-케토산을 생성한다. 알라닌 아미노기전이효소(ALT)는 글루탐산을 다시 α-케토글루타르산으로 변환하고, 이번에는 해당과정에서 생성 된 피루브산으로 암모늄을 전달하여 유리 알라닌을 형성한다. 알라닌은 셔틀 역할을 한다. 세포를 떠나 혈류로 들어가 간에서 간세포로 이동하여 이 전체 과정이 역전된다. 알라닌은 유리 α-케토글루타르산과 아미노기 전이반응을 거쳐 글루탐산을 생성한 다음 탈아미노화되어 피루브산을 형성하고 궁극적으로 유리 암모늄 이온을 형성한다. 간세포는 요소 회로에 의해 독성 암모늄을 대사 할 수 있으므로 안전하게 배설할 수 있다. 암모늄 이온의 근육 세포를 성공적으로 제거하면 회로의 에너지가 부족한 골격근 세포에 포도당을 제공한다. 간세포에서 글루탐산의 탈아미노화로 형성된 피루브산은 포도당을 형성하기 위해 포도당 생성을 거쳐 혈류로 들어가 골격근 조직으로 이동하여 필요한 에너지원을 제공한다.

## 기능
포도당-알라닌 회로는 궁극적으로 근육 조직에서 독성 암모늄 이온을 제거하고 에너지가 부족한 근육 조직에 포도당을 간접적으로 공급하는 방법으로 사용된다. 장기간 금식하면 골격근이 분해되어 글리코겐 분해로 생성되는 포도당을 보충하는 에너지원으로 사용할 수 있다. 분지 사슬 아미노산의 분해는 에너지 목적으로 사용되는 탄소 골격과 유리 암모늄 이온을 생성한다. 그러나 비포유동물 육상 척추 동물에서 그 존재와 생리 학적 중요성은 불분명하다. 예를 들어, 일부 물고기는 질소 운반체로 알라닌을 사용하지만 포도당 회전율이 느려지고 근육 조직 운동으로 인한 알라닌 방출이 낮아 주기가 일어나지 않을 것이다.
또한 알라닌 회로는 골격근과 간에서 탄소 골격을 재활용하고, 암모늄을 간으로 이동하고 요소로 전환하는 것과 같은 다른 목적으로도 사용된다. 